# Temporada de 2018 da equipa ciclista Astana
A temporada de 2018 da Astana Pro Team é a décima-segunda desta equipa.

## Preparação da temporada de 2018

### Patrocinadores e financiamento da equipa
A equipa Astana é financiada principalmente pelos fundos soberanos Samrouk-Kazyna e facto a este título marcado de «Astana Presidential», que reagrupa as equipas e clubes de desporto financiado por estes fundos.
O manager da equipa, Alexandre Vinokourov, revela no entanto numa entrevista publicada a 24 de fevereiro que estes fundos já não são disponibilizados desde o começo de ano. A equipa Astana funciona então sobre as suas reservas e os corredores não recebem o seu salário.

### Chegadas e saídas
Enquanto a maioria das equipas World Tour reduzem o seu efetivo em 2018 em reação ao declive do número de corredores por equipas nas grandes voltas, a equipa Astana passa de 29 corredores em 2017 a 30 esta época. Quatro corredores abandonam a equipa. A principal saída é aquele de Fabio Aru para UAE Team Emirates. Depois Vincenzo Nibali, Astana perde seus dois vencedores de grandes voltas em duas inter épocas. Matti Breschel parte para a EF education First, Paolo Tiralongo põe final à sua carreira e Armam Kamyshev não é conservado. Finalmente, Astana tem sido absolvido pela morte de Michele Scarponi em abril 2017.
Seis recrutas vêm compensar estas saídas : Magnus Cort Nielsen, Omar Fraile, Jan Hirt, Hugo Houle, Davide Villella e Yevgeniy Gidich, saído da equipa formadora Vini-Astana Motors.
| Entrou              | Equipa 2017           |
| ------------------- | --------------------- |
| Magnus Cort Nielsen | Orica-Scott           |
| Omar Fraile         | Dimension Data        |
| Yevgeniy Gidich     | Vini-Astana Motors    |
| Jan Hirt            | CCC Sprandi Polkowice |
| Hugo Houle          | AG2R La Mondial       |
| Davide Villella     | Cannondale-Drapac     |

| Saídas           | Equipa 2018                    |
| ---------------- | ------------------------------ |
| Fabio Aru        | UAE Emirates                   |
| Matti Breschel   | EF education First             |
| Armam Kamyshev   |                                |
| Michele Scarponi | Falecido a 22 de abril de 2017 |
| Paolo Tiralongo  | Retiro                         |

### Objetivos
Miguel Ángel López e Jakob Fuglsang são os líderes da equipa para as grandes voltas. Fuglsang tem afirmado a sua ambição para o Tour de France. O manager Alexandre Vinokourov tem dito no entanto a sua intenção de fazer estreiar López.

## Corredores e enquadramento técnico

### Elenco
O efectivo da equipa Astana em 2018 conta trinta corredores.
| Integrantes da equipe 2018                 | Integrantes da equipe 2018 | Integrantes da equipe 2018    | Integrantes da equipe 2018 |
| Ciclista                                   | Data de nascimento         | Equipe anterior               |                            |
| ------------------------------------------ | -------------------------- | ----------------------------- | -------------------------- |
| Pello Bilbao                               | 25 fevereiro 1990          | Caja Rural-Seguros RGA (2016) |                            |
| Zhandos Bizhigitov                         | 10 junho 1991              | Vino 4-ever SKO (2016)        |                            |
| Dario Cataldo                              | 17 março 1985              | Team Sky (2014)               |                            |
| Magnus Cort                                | 16 janeiro 1993            | Orica-Scott (2017)            |                            |
| Laurens De Vreese                          | 29 setembro 1988           | Wanty-Groupe Gobert (2014)    |                            |
| Daniil Fominykh                            | 28 agosto 1991             | Astana Continental (2013)     |                            |
| Omar Fraile                                | 17 julho 1990              | Dimension Data (2017)         |                            |
| Jakob Fuglsang                             | 22 março 1985              | RadioShack-Nissan (2012)      |                            |
| Oscar Gatto                                | 1 janeiro 1985             | Tinkoff (2016)                |                            |
| Yevgeniy Gidich                            | 19 maio 1996               | Vino-Astana Motors (2017)     |                            |
| Dmitriy Gruzdev                            | 13 março 1986              | Ulan (2008)                   |                            |
| Jesper Hansen                              | 23 outubro 1990            | Tinkoff (2016)                |                            |
| Jan Hirt                                   | 21 janeiro 1991            | CCC Sprandi Polkowice (2017)  |                            |
| Hugo Houle                                 | 27 setembro 1990           | AG2R La Mondiale (2017)       |                            |
| Tanel Kangert                              | 11 março 1987              | EC Saint-Étienne Loire (2010) |                            |
| Truls Engen Korsæth (1 jan.–18 set., Nota) | 16 setembro 1993           | Joker Byggtorget (2016)       |                            |
| Bakhtiyar Kozhatayev                       | 28 março 1992              | Astana Continental (2014)     |                            |
| Miguel Ángel López                         | 4 fevereiro 1994           | Lotería de Boyacá (2014)      |                            |
| Riccardo Minali                            | 19 abril 1995              | Colpack (2016)                |                            |
| Moreno Moser                               | 25 dezembro 1990           | Cannondale-Drapac (2016)      |                            |
| Luis León Sánchez                          | 24 novembro 1983           | Caja Rural-Seguros RGA (2014) |                            |
| Nikita Stalnow                             | 14 setembro 1991           | Astana City (2016)            |                            |
| Ruslan Tleubayev                           | 3 julho 1987               | Astana Continental (2012)     |                            |
| Michael Valgren                            | 7 fevereiro 1992           | Tinkoff (2016)                |                            |
| Davide Villella                            | 27 junho 1991              | Cannondale-Drapac (2017)      |                            |
| Andrey Zeits                               | 14 dezembro 1986           | Capec (2005)                  |                            |
| Serguei Chernetski                         | 9 abril 1990               | Katusha (2016)                |                            |
| Alexey Lutsenko                            | 7 setembro 1992            | Astana Continental (2012)     |                            |
| Andriy Hrivko                              | 7 agosto 1983              | ISD (2009)                    |                            |
| Jonas Gregaard (1 ago.–31 dez., trainee)   | 30 julho 1996              | Riwal CeramicSpeed (2018)     |                            |
|                                            |                            |                               |                            |
| Fontes: ProCyclingStats Cycling Quotient   |                            |                               |                            |

Nota: Truls Engen Korsæth, end of sports career

### Enquadramento
Alexandre Vinokourov é manager da equipa desde 2013. Oito diretores desportivos dirigem os corredores : Dmitriy Fofonov, Bruno Cenghialta, Giuseppe Martinelli, Dimitri Sedun, Alexandr Shefer, Sergueï Yakovlev, Stefano Zanini e Lars Michaelsen.

## Balanço da estação

### Vitórias
| 10 fev. | Volta a Múrcia                    | 1.1   | Luis León Sánchez  |
| 16 fev. | Tour of Oman, 4. Etapa            | 2.HC  | Magnus Cort        |
| 17 fev. | Tour of Oman, 5. Etapa            | 2.HC  | Miguel Ángel López |
| 18 fev. | Tour of Oman, Classificação geral | 2.HC  | Alexey Lutsenko    |
| 24 fev. | Omloop Het Nieuwsblad             | 1.UWT | Michael Valgren    |
| 19 mar. | Tour de Langkawi, 2. Etapa        | 2.HC  | Riccardo Minali    |
| 21 mar. | Tour de Langkawi, 4. Etapa        | 2.HC  | Riccardo Minali    |
| 15 abr. | Amstel Gold Race                  | 1.UWT | Michael Valgren    |
| 16 abr. | Tour dos Alpes, 1. Etapa          | 2.HC  | Pello Bilbao       |
| 17 abr. | Tour dos Alpes, 2. Etapa          | 2.HC  | Miguel Ángel López |
| 19 abr. | Tour dos Alpes, 4. Etapa          | 2.HC  | Luis León Sánchez  |
| 25 abr. | Volta à Romandia, 1. Etapa        | 2.UWT | Omar Fraile        |
| 28 abr. | Volta à Romandia, 4. Etapa        | 2.UWT | Jakob Fuglsang     |
| 4 mai.  | Tour de Yorkshire, 2. Etapa       | 2.1   | Magnus Cort        |
| 9 jun.  | Critérium du Dauphiné, 6. Etapa   | 2.UWT | Pello Bilbao       |
| 12 jul. | Volta à Áustria, 6. Etapa         | 2.1   | Alexey Lutsenko    |
| 21 jul. | Tour de France, 14. Etapa         | 2.UWT | Omar Fraile        |
| 22 jul. | Tour de France, 15. Etapa         | 2.UWT | Magnus Cort        |
| 9 ago.  | Volta a Burgos, 3. Etapa          | 2.HC  | Miguel Ángel López |
| 17 ago. | Benelux Tour, 5. Etapa            | 2.UWT | Magnus Cort        |

### Resultados sobre as corridas maiores
Os quadros seguintes representam os resultados da equipa nas principais corridas do calendário internacional (os cinco clássicas maiores e as três grandes voltas). Para a cada prova está indicado o melhor corredor da equipa, sua classificação bem como os acessos recolhidos pela Astana sobre as corridas de três semanas.

#### Clássicas
| Clássica                 | Milão-Sanremo             | Volta à Flandres           | Paris-Roubaix              | Liège-Bastogne-Liège  | Giro de Lombardia    |
| ------------------------ | ------------------------- | -------------------------- | -------------------------- | --------------------- | -------------------- |
| Corredor (classificação) | Magnus Cort Nielsen (8.º) | Magnus Cort Nielsen (20.º) | Truls Engen Korsæth (33.º) | Jakob Fuglsang (10.º) | Dario Cataldo (16.º) |

#### Grandes voltas
| Grande volta             | Volta a Itália           | Volta a França                                          | Volta a Espanha          |
| ------------------------ | ------------------------ | ------------------------------------------------------- | ------------------------ |
| Corredor (classificação) | Miguel Ángel López (3.º) | Jakob Fuglsang (12.º)                                   | Miguel Ángel López (3.º) |
| Acessos                  |                          | 2 vitórias de etapas (Omar Fraile, Magnus Cort Nielsen) | -                        |